# Werner Mattle
Werner Mattle (n. 6 noiembrie 1949, Oberriet⁠(d), Cantonul St. Gallen, Elveția) este un schior alpin ce a reprezentat Elveția, medaliat olimpic. A participat la o ediție a Jocurilor Olimpice (1972) în care a câștigat o medalie de bronz.

## Participări
Lista de mai jos prezintă principalele competiții la care a participat Werner Mattle de-a lungul carierei.
- alpine skiing at the 1972 Winter Olympics – men's giant slalom[*]